# Jessica Backhaus
Jessica Backhaus (Cuxhaven, 1970) é uma fotógrafa teuto-americana. Seus trabalhos se concentram em objetos e situações cotidianas, que ela documenta e encena em fotografias coloridas.

## Juventude
Backhaus nasceu em 1970 em Cuxhaven, na Alemanha. Em 1986 mudou-se para Paris. Em 1992, aos 22 anos, conheceu a fotógrafa francesa Gisele Freund, que se tornou sua amiga e mentora influente.

## Carreira
O seu trabalho encontra-se nas colecções do Museu de Belas-Artes de Houston e da Yale University Art Gallery.

## Livros de fotos
- Jesus e as Cerejas (2005)[7]
- O que ainda resta (2008)[7][8][9]
- Um dia em novembro (2008)[7]
- Eu queria ver o mundo (2011)[3][10]